# Orrekärr
Orrekärr är en sjö i Ale kommun i Västergötland och ingår i Göta älvs huvudavrinningsområde. Sjöns area är 0,029 kvadratkilometer och den befinner sig 100 meter över havet. Orrekärr ligger i skogsområdet Alefjäll.